# 永仙院
永仙院（ようぜんいん）は、茨城県古河市桜町（猿島郡長谷村、猿島郡新郷村長谷）にあった臨済宗の寺院。鎌倉円覚寺の末寺。明治初期に廃寺となり、現在は跡地が文化財・史跡として保存されている。山号を金蔵山、院号を永仙院という。表記は「永僊院」が正字であるが、略字の「永仙院」が常用されている。古河公方ゆかりの寺院であった。

## 歴史
かつて、初代古河公方足利成氏開基、春貞周乾開山により、成氏法号からとって「乾享院」と称した鎌倉円覚寺系列の寺院が古河にあった（『円覚寺史』）。これがのちに、第4代足利晴氏の菩提寺として晴氏法号の「永仙院」に改称、開山も季竜周興に改められたと考えられている  。
歴代の住持は政治分野で活躍したものが多く、戦国時代の季竜周興は古河公方晴氏・義氏の側近となり、江戸時代初期にも三伯玄伊が円覚寺156世、天甫碩円が円覚寺157世となって、ともに鎌倉円覚寺の再建に尽力した 。
江戸時代後期に書かれた『許我志』・『古河志』によれば、成氏から義氏までの歴代古河公方の位牌が置かれ、公方家が寄付した足利尊氏の偃月刀（なぎなた）もあったが、貧窮のため売り払われたという。『古河志』では、徳源院・松月院とともに、古河の「足利開基三ヵ院」と称されていたと紹介されている。江戸時代後期は無住持の状態が続き、明治4年（1871年）には廃寺となって、三ヵ院全てが栃木市藤岡町蛭沼・山王寺に合併された。山王寺は今日山王寺大桝塚古墳と呼ばれている古墳の上に立てられていた寺院であったが、古河から余りにも遠すぎることを理由に三ヵ院の旧檀家が過去帳を古河に引き上げてしまった上、山王寺自体も太平洋戦争中の失火で焼失・廃寺に至った。
現在は跡地が市の文化財（史跡）に指定され、永仙院歴代住持の墓や、古河公方家の侍医で「医聖」と呼ばれた田代三喜の供養碑などがある。ここにはかつて、三喜の墓の目印とされた松が植えてあったとされる。他にも、赤穂浪士の一人吉田忠左衛門兼亮の長女「さん」とその夫である本多家家臣の伊藤治興の墓が残されている。

## 文化財
- 永仙院歴代住持の墓：本院の跡地に残されているものは下記の通り。田代三喜供養碑・三喜松、三伯玄伊（昌伊）（円覚寺156世）の墓、天甫碩円（昌円）（円覚寺157世）の墓、峻雲玄端（円覚寺159世）の墓、歴代住持の無縫塔（6基）、長谷村青年寄進石灯籠、手水鉢。古河市指定文化財（史跡）[10]。

## 交通
- 鉄道
  - 東日本旅客鉄道（JR東日本）宇都宮線古河駅西口から徒歩20分（約1.6 km）、タクシー10分、市内観光用無料レンタル自転車「コガッツ」利用可[11]
  - 東武日光線新古河駅東口から徒歩25分（約2.0 km）